# Griekse salade

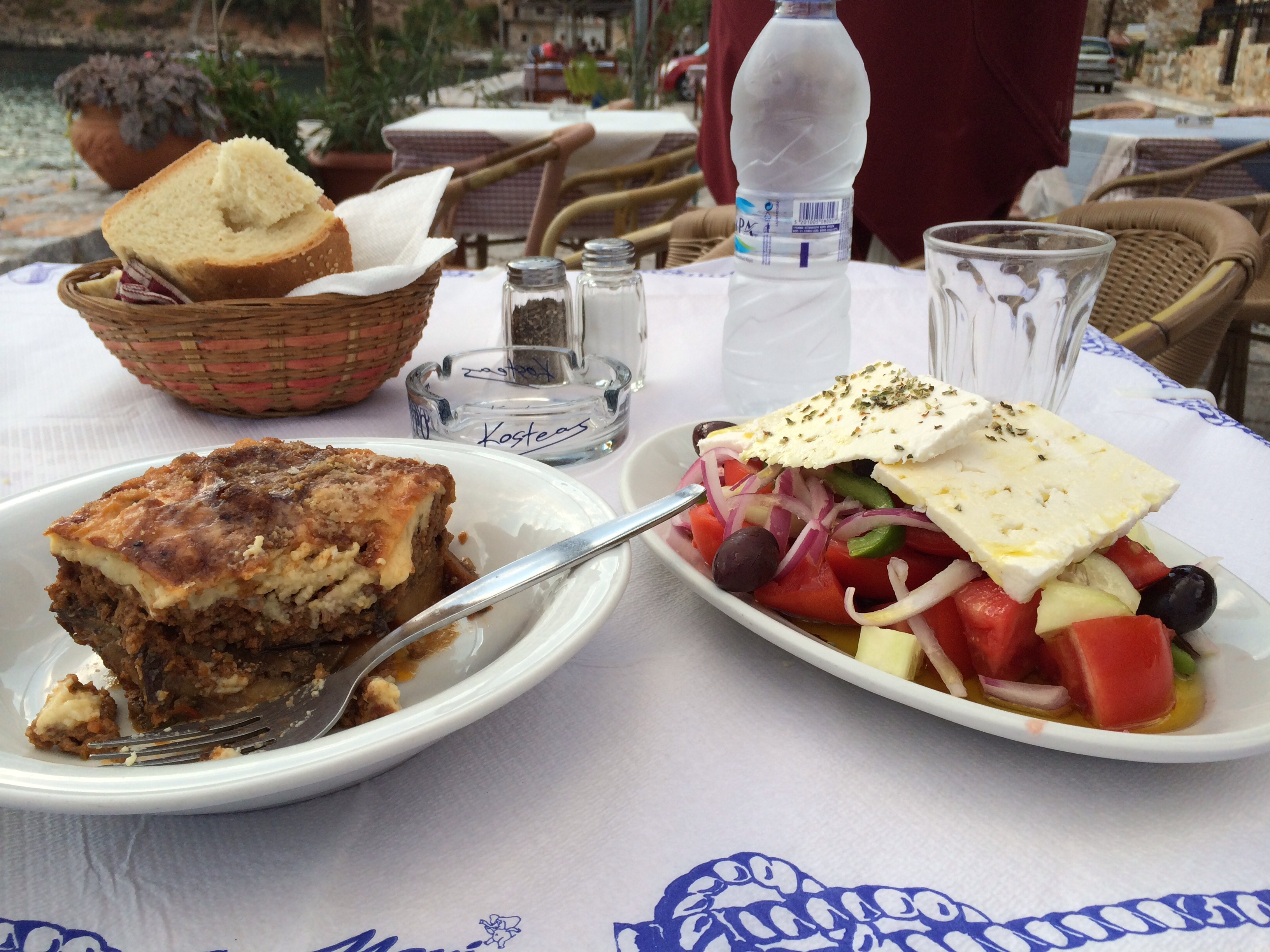
Griekse salade geserveerd met moussaka in de Peloponnesos

De Griekse salade (Grieks: χωριάτικη σαλάτα, vrij vertaald dorpssalade) wordt zowel als voor- of bijgerecht of als hoofdgerecht gegeten.

## Ingrediënten
De eenvoudige variant van deze salade is een mengsel van de volgende ingrediënten:
- Gesneden tomaten
- Plakjes komkommer
- Gesnipperde rode ui
- Olijven (van het type Kalamata)
- Feta
- Groene paprika
- Oregano

Een Griekse salade bestaat uit grof gesneden groenten. De eenvoud van de salade is de kracht van het gerecht. Het geheel wordt besprenkeld met olijfolie en rode azijn. Vervolgens wordt er nog oregano, zout en peper overheen gestrooid. Een fijngesneden teentje knoflook geeft het geheel wat meer diepgang.

### Variaties
Soms worden hier ook eieren, kropsla, aardappelen of zelfs vlees aan toegevoegd. Ook wordt er vaak brood bij gegeten.
Om tot een iets zoetere variant te komen kan er geraspte wortel en citroensap doorheen worden gemengd.
Er bestaat ook een variant uit Bulgarije, de zogenaamde shopska-salade. Hierin wordt in plaats van feta geraspte Bulgaarse witte kaas gebruikt en soms gebakken pepertjes.